# 福岡市交通局1000系電車
福岡市交通局1000系電車（ふくおかしこうつうきょく1000けいでんしゃ）は、福岡市交通局（福岡市地下鉄）空港線・箱崎線用の通勤形電車である。

## 概要
地下鉄車両としては日本初となるワンマン運転対応車両として、1981年（昭和56年）7月26日の1号線（当時）天神駅 - 室見駅間開業に合わせて導入された。
日本国有鉄道（現・九州旅客鉄道）筑肥線への直通運転にも使用することから、本系列の設計には国鉄車両設計事務所が大きく関与しており、主要機器類や内装の設計は当時国鉄の最新鋭通勤形電車であった201系に準じている。
1982年（昭和57年）の鉄道友の会第22回ローレル賞受賞。

## 車両概説

### 車体
海岸近くに敷設されている筑肥線を走行する運用条件を考慮して、骨組みは普通鋼製だが外板をステンレス製としたセミステンレス車体である。車体側面はビードプレス加工され、コルゲート（波形加工）と比べすっきりとした外板となっている。車体は無塗装であるが、玄界灘をイメージした白と青のストライプを配している。
筑肥線と相互直通運転を行うことから国鉄・JRの通勤形電車とほぼ同一規格であり、全長20 m（先頭車は20.5 m）で片側4扉構造である。窓は扉間が2分割、車端寄りが1枚窓である。
先頭部には非常用扉を持ち、扉部分には落成当初縦長の窓が配されたが、ワンマン運転対応に際して小型の正方形のものに交換された。

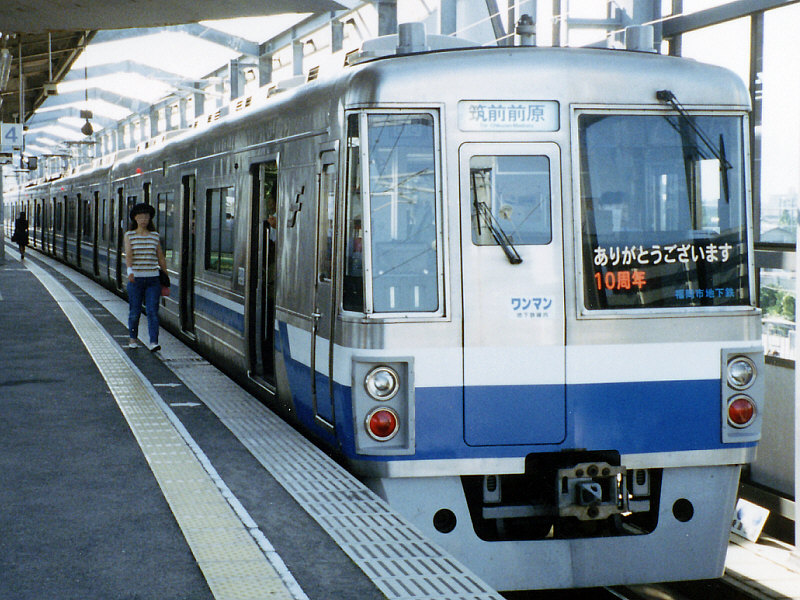
ワンマン運転対応後・更新工事前の1000系（1991年8月）

### 台車・機器
台車は201系900番台に採用されているDT46X・Y形台車と似た構造のFDT-1という車体直結空気ばね台車である。空気ばねは住友金属工業製のダイヤフラム式であるが、台車枠は車両メーカーで作られた。
制御方式は電機子チョッパ制御を採用した。
集電装置は下枠交差式パンタグラフで、1100形に2基搭載する。
新製当初の床下機器配置は、信号保安関連機器とブレーキ作用装置を除いて国鉄201系電車のそれと酷似していたが、機器箱はステンレス無塗装であった。
主電動機以外のすべての回転機のブラシレス化を目指し、日本で初めて空気圧縮機電動機を誘導電動機としたが、その起動には、当時の技術では大容量の電磁接触器に適切なものが得られなかったために電空接触器を使用したので、蓄電池を電源とする補助空気圧縮機を別に有していた。
運転装置としてATOを備え、1984年（昭和59年）1月20日には日本の地下鉄では初めて営業列車でのワンマン運転が開始された。筑肥線内での車掌乗務時に対応するため、運転室には手動運転用のマスコンとブレーキハンドル、ATS-SK、車掌スイッチなど車掌用機器も備えている。
ワンマン運転時のドアの開閉は運転台のドアスイッチで行う。当初は地下鉄用のスイッチのみであったが、2021年3月13日からの姪浜駅 - 筑前前原駅間の手動ワンマン運転化およびホームドアの運用開始に対応するため、JR用のスイッチが別に設置された（2000系およびJR九州303系・305系も同様）。
また、搭載されている空気笛が0系新幹線と同一(AW-8、AW-9S)のため、空気笛の音色は0系新幹線と同じである。

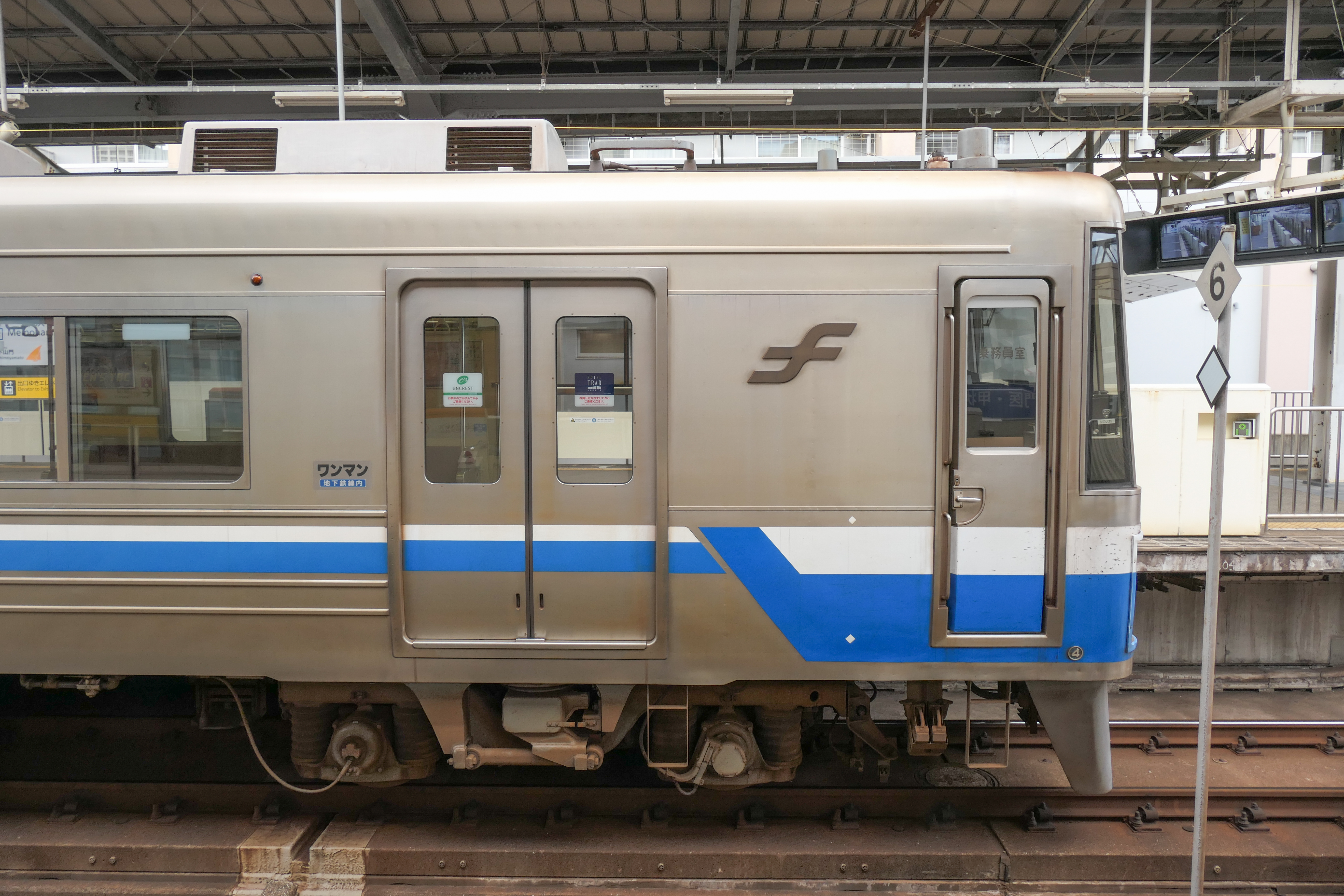
先頭部側面と台車（2021年12月）

### 車内設備
座席はすべてロングシートである。内装材全般において、暖色系の材料が使用され、妻面と座席袖仕切りは木目調の化粧板で、側面壁はクリーム系の化粧板張りである。車椅子スペースは1982年に落成した車両から採用されている。
製造当初より冷房装置を搭載している。屋根上に集約分散式冷房装置を4台備え、ラインデリアにより冷風を撹拌する。また弱冷房も可能である。

LED式の車内案内表示装置と路線図がセットで左右交互のドア上部に設置されている。車内案内表示装置は地下鉄線内のみで使用される。

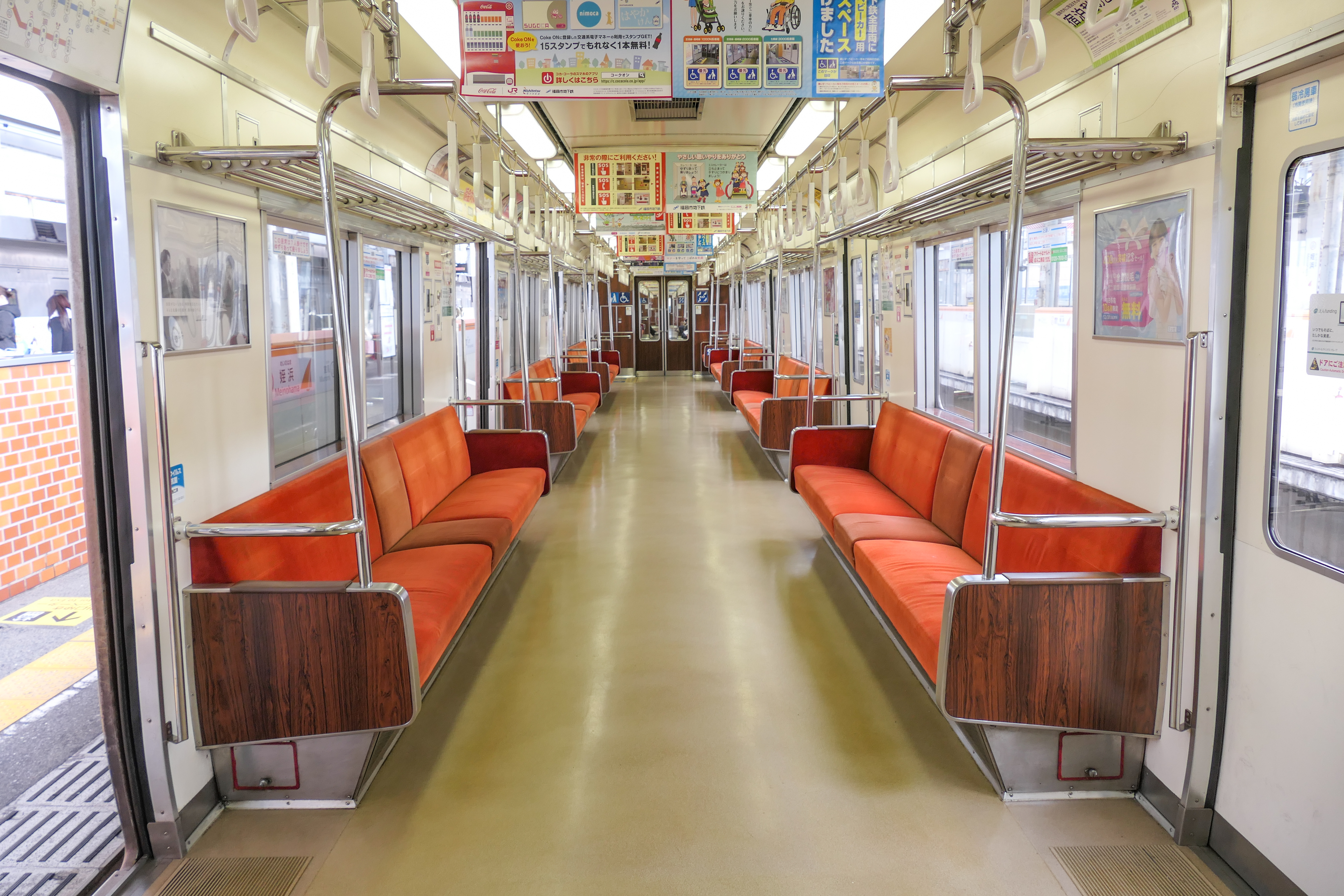
車内
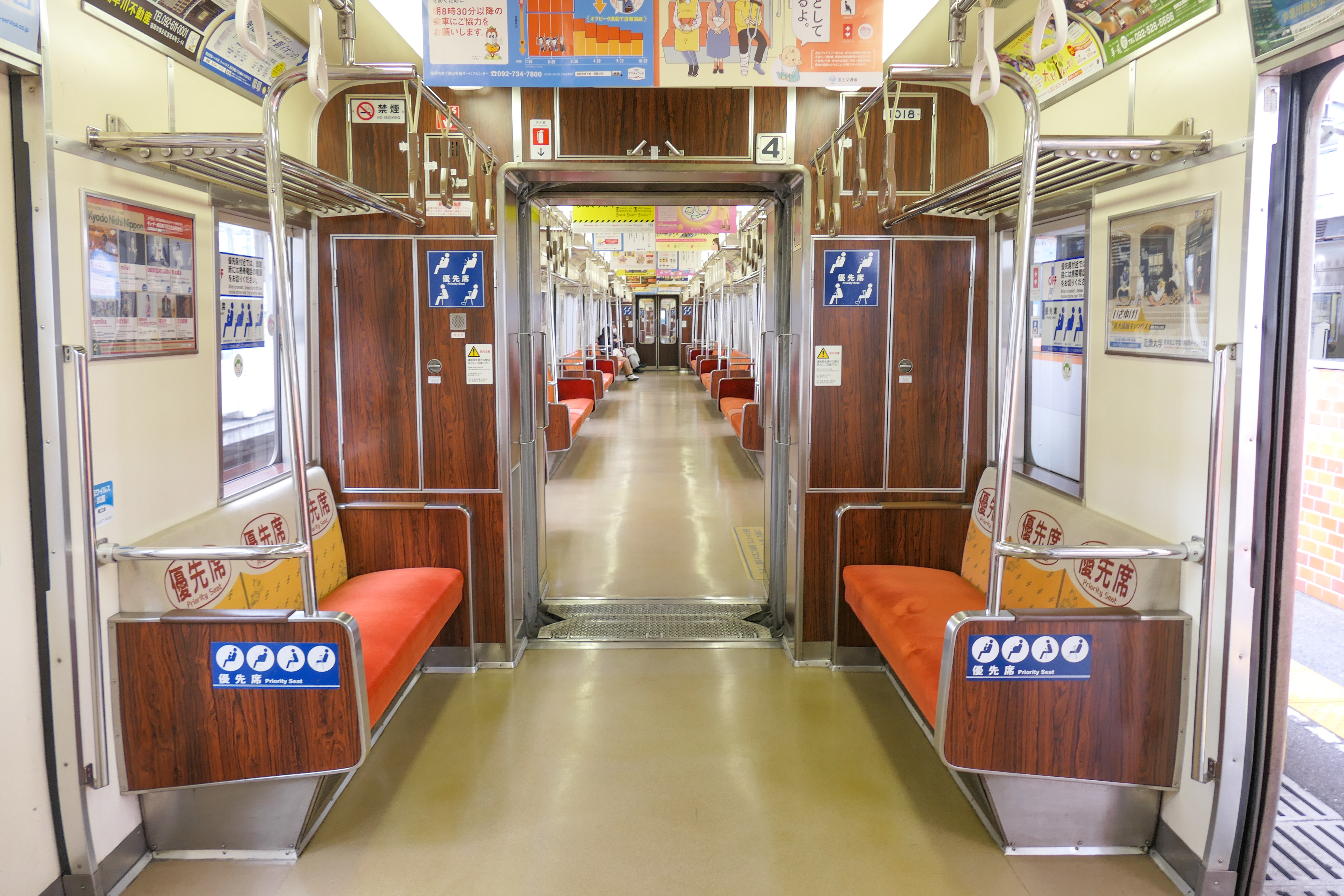
優先席
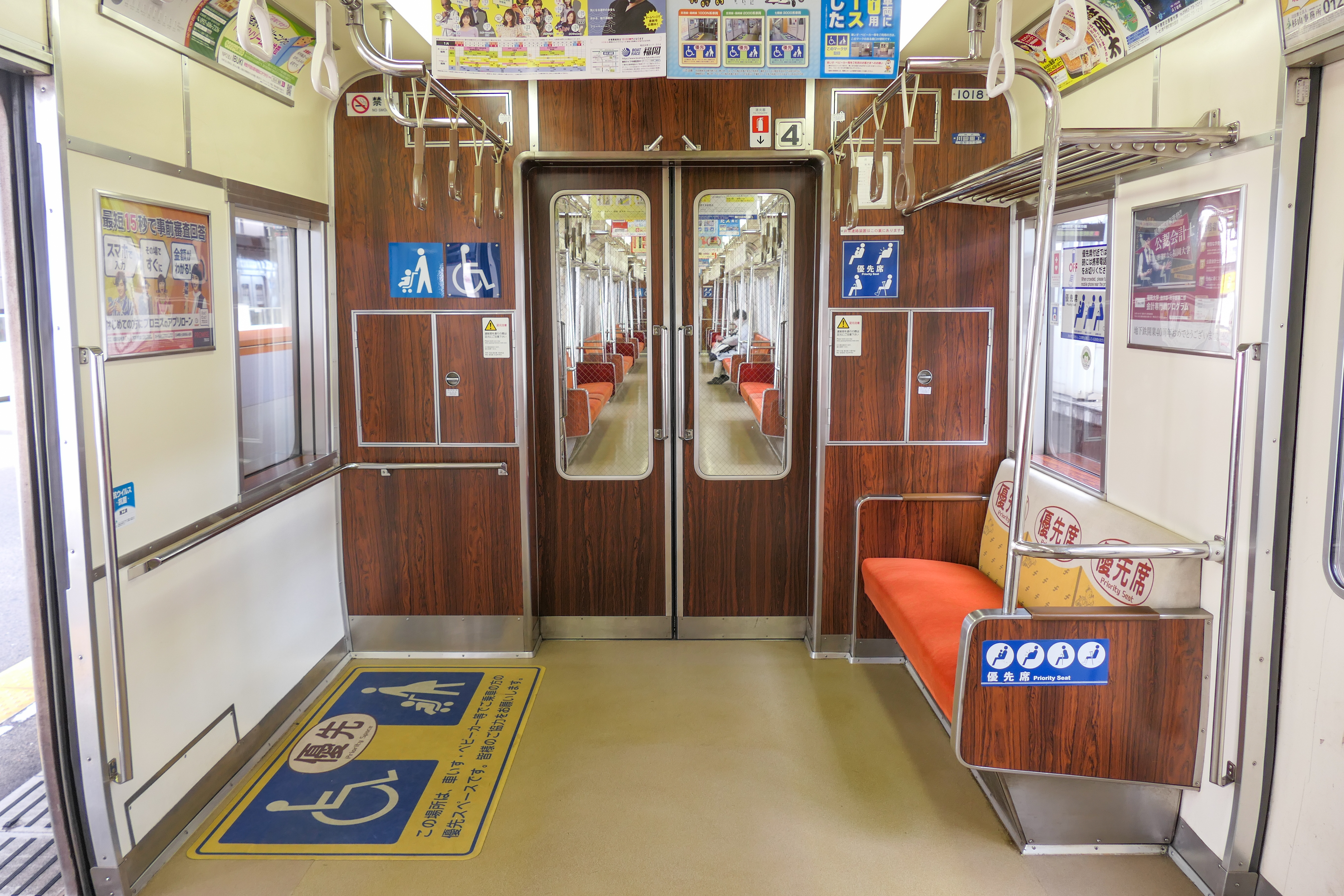
車椅子スペース
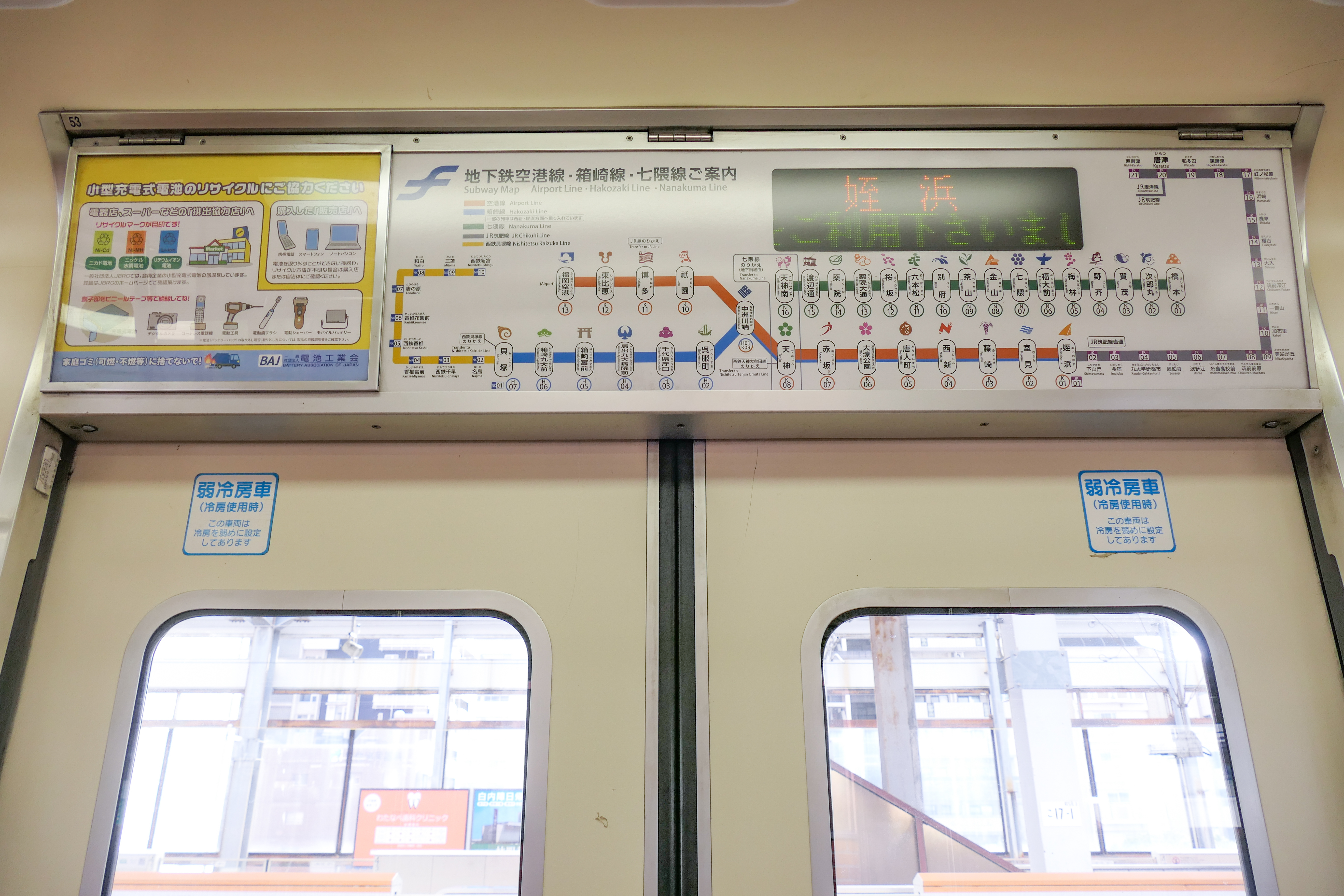
LED式の車内案内表示装置

## 編成
先頭車を制御車（Tc）、中間車を電動車（M）としたMT比4M2Tの6両編成を組む。下り（姪浜）方から1500形（奇数） - 1000形（奇数） - 1100形（奇数） - 1000形（偶数） - 1100形（偶数） - 1500形（偶数）の編成である。車両番号の下2桁は、ユニット毎に揃えられている。
|          | ← 筑前前原・姪浜貝塚・福岡空港 → |                                   |         |                                   |         |         |         |               |        |                 |                 |                                |
| 号車     | 1                                | 2                                 | 3       | 4                                 | 5       | 6       |         |               |        |                 |                 |                                |
| 形式     | 1500N形                          | 1000N形                           | 1100N形 | 1000N形                           | 1100N形 | 1500N形 |         |               |        |                 |                 |                                |
| 区分     | Tc                               | M1                                | M'1     | M2                                | M'2     | T'c     | VVVF    | 竣工日        | 製造所 | 1000N系化改造日 | 運用離脱 / 廃車 | 備考                           |
| 01編成   | 1501                             | 1001                              | 1101    | 1002                              | 1102    | 1502    | 3レベル |               | 近車   | 1998年4月1日    | 2025年7月22日   | 車両の一部は保存予定           |
| 02編成   | 1503                             | 1003                              | 1103    | 1004                              | 1104    | 1504    | 3レベル |               | 近車   | 1999年1月7日    |                 |                                |
| 03編成   | 1505                             | 1005                              | 1105    | 1006                              | 1106    | 1506    | 3レベル |               | 近車   | 1999年7月29日   |                 |                                |
| 04編成   | 1507                             | 1007                              | 1107    | 1008                              | 1108    | 1508    | 3レベル |               | 近車   | 1998年9月17日   |                 |                                |
| 05編成   | 1509                             | 1009                              | 1109    | 1010                              | 1110    | 1510    | 3レベル |               | 近車   | 1999年11月29日  |                 |                                |
| 06編成   | 1511                             | 1011                              | 1111    | 1012                              | 1112    | 1512    | 3レベル |               | 近車   | 2000年3月9日    |                 |                                |
| 07編成   | 1513                             | 1013                              | 1113    | 1014                              | 1114    | 1514    | 3レベル |               | 近車   | 2000年7月6日    |                 |                                |
| 08編成   | 1515                             | 1015                              | 1115    | 1016                              | 1116    | 1516    | 3レベル |               | 近車   | 2000年10月26日  |                 |                                |
| 09編成   | 1517                             | 1017                              | 1117    | 1018                              | 1118    | 1518    | 2レベル |               | 川重   | 2001年3月30日   |                 |                                |
| 10編成   | 1519                             | 1019                              | 1119    | 1020                              | 1120    | 1520    | 2レベル |               | 川重   | 2001年7月23日   |                 |                                |
| 11編成   | 1521                             | 1021                              | 1121    | 1022                              | 1122    | 1522    | 2レベル |               | 川重   | 2001年11月26日  |                 | 代替新造車は1986年10月18日     |
| 12編成   | 1523                             | 1023                              | 1123    | 1024                              | 1124    | 1524    | 2レベル |               | 川重   | 2002年3月25日   |                 |                                |
| 13編成   | 1525                             | 1025                              | 1125    | 1026                              | 1126    | 1526    | 2レベル |               | 川重   | 2002年7月26日   |                 |                                |
| 14編成   | 1527                             | 1027                              | 1127    | 1028                              | 1128    | 1528    | 2レベル |               | 川重   | 2002年11月11日  |                 |                                |
| 15編成   | 1529                             | 1029                              | 1129    | 1030                              | 1130    | 1530    | 2レベル |               | 川重   | 2003年3月26日   |                 |                                |
| 16編成   | 1531                             | 1031                              | 1131    | 1032                              | 1132    | 1532    | 2レベル | 1984年2月3日  | 日車   | 2004年3月19日   | 2024年12月11日  | 編成単位での離脱及び廃車第一号 |
| 17編成   | 1533                             | 1033                              | 1133    | 1034                              | 1134    | 1534    | 2レベル | 1985年3月26日 | 東急   | 2004年9月30日   | 2025年1月17日   |                                |
| 18編成   | 1535                             | 1035                              | 1135    | 1036                              | 1136    | 1536    | 2レベル | 1986年7月1日  | 日立   | 2005年2月23日   | 2025年6月3日    |                                |
| 搭載機器 | ATC/ATO                          | VVVF                              | MG/CP   | VVVF                              | MG/CP   | ATC     |         |               |        |                 |                 |                                |
| 備考     |                                  |                                   |         | 弱冷房車                          |         |         |         |               |        |                 |                 |                                |
| 自重     | 34.0t                            | 37.5t（3レベル） 36.7t（2レベル） | 40.5t   | 37.5t（3レベル） 36.7t（2レベル） | 40.5t   | 34.0t   |         |               |        |                 |                 |                                |
| 定員     | 135                              | 146                               | 146     | 146                               | 146     | 135     |         |               |        |                 |                 |                                |

## リニューアル
本系列の製造開始後15年以上が経過した1996年頃になると機器や内装の経年劣化が見られるようになり、ステンレス化されていない客室の床材や、化粧板の浮き上がり、開口窓枠の腐食なども目に付くようになった。同様に、電機子チョッパ制御のスイッチング素子の老朽化、主電動機のフラッシュオーバーなどが発生し始めたため、保守内容の見直しを迫られた。結果的に、経年劣化の程度が保守の限界を超える前に、何らかの対策が必要であると判断された。
さらに、車体の劣化調査を実施したところ、セミステンレス車体の内部鋼材に電食が進行しており、車体についても、大規模な修繕が必要であることが判明した。そのため福岡市交通局は、まず車両の寿命をどの程度まで伸ばすことができるかを研究し、今後20年くらい使用可能とするための技術的な対策、低コストの更新方法など、様々な角度から比較・検討をした結果、この段階で車体の一部更新を実施し、併せて制御方式を電機子チョッパ制御からVVVFインバータ制御に変更することによって車両をできるだけ長く使用することが経済的にも有効で、最も優位な方法であるとの結論に達した。
以上のような経緯により、1997年度から2004年度にかけてリニューアル工事を全編成に施工した。この改造を受けた編成は、1000N系に系列・形式変更された。ただし、車両番号の変更および改造銘板の貼付はされていない。
主な改造内容を以下に記す。
外観・機能面の変更点
前面は貫通扉のガラスを落成当初と同じ縦長のものに交換し、両端の平面ガラスは曲面ガラスに変更した（その後、平面ガラスに再改造）。また、騒音対策で側窓は固定化された。車体は腐食した箇所の鋼材をステンレス化し、戸袋部の骨組を改修した。行先表示器は3色LEDに、車側表示灯はLEDに変更した。車両間には転落防止幌を新設した。
制御方式はIGBT素子によるVVVFインバータに改められ、制御装置や周辺機器は2000系との互換性が考慮された。主回路は故障時の制御開放単位を主電動機4台（1C4M×2群）とすることでシステムの冗長性を確保し、ゲート制御部には各ユニットごとに自己診断装置を搭載した。2000年（平成12年）までに施工された編成（01 - 08編成）は、制御装置の素子は日立製作所製3レベルIGBT（VFI-HR1815A、2000V/375A、2000系24編成同様）であったが、2001年（平成13年）以降に施工された編成（09 - 18編成）は全電気ブレーキ付日立製2レベルIGBTとなっている。
また、ブレーキ受量器をデジタル演算式に変更し、遅れ込め制御を追加した。緩衝器も変更され、停止時のショックを改善した。
客室設備の変更点
車内は化粧板を交換し、床材は塗装仕上げに変更された。日除けは清掃の容易化からガラス繊維となり、扉のガラスは接着式複層ガラスとした。また、引き込まれ防止のため戸袋口に硬質ゴムを設けた。座席は詰め物の交換やモケットの張替えが行われた。車内床の主電動機点検蓋は電動機の変更で床材で塞ぎ、車両間渡り板とともにフラットな構造とした。また、車端部には移動制約者対応として車椅子スペースを整備している。

## 製造・運用
1981年（昭和56年）の開業時に01 - 08編成（近畿車輛製）が製造され、1983年（昭和58年）の筑肥線との相互乗り入れ開始にあわせて09 - 15編成（川崎重工業製）が製造された。その後、路線延長に伴い1984年（昭和59年）に16編成（日本車輌製造製）・1985年（昭和60年）に17編成（東急車輛製造製）・1986年（昭和61年）に18編成（日立製作所製）が製造され、2015年（平成27年）現在は18編成108両体制となっている。このうち11編成（1521編成）は1985年8月7日に筑肥線姪浜駅 - 今宿駅間の踏切で大型トレーラートラックと衝突し、大破した上り方先頭車の1522が廃車となり、翌1986年に2代目の1522が新製されて編成復旧された。11編成の3号車から5号車の側面には事故の衝撃で生じた外板の変形が現在も残っているほか、損傷の激しかった部分を切り継ぎした痕跡も見られる。
全編成が姪浜車両基地に配属され、地下鉄空港線・箱崎線全線および筑肥線姪浜駅 - 筑前前原駅間で運用されている。2001年3月3日ダイヤ改正時に地下鉄車両が筑前深江駅まで乗り入れるようになったことで筑前前原駅 - 筑前深江駅間でも運用されていたが、2021年3月13日のダイヤ改正で地下鉄車両が同区間に乗り入れなくなったため同区間からは姿を消した。

### 廃車
製造から40年以上が経過していることから2024年度から2027年度にかけて新系列車両の4000系を1000系と同数の108両（6両編成18本）投入し、1000系を順次置き換えることとなった。4000系の最初の編成が2024年11月29日に運行開始したのち、2024年12月11日に16編成が運用から離脱し同月23日までに廃車され、本系列初の老朽廃車となった。